# Volksgruppe
Das Wort Volksgruppe bezeichnet allgemein eine ethnische Gruppe, im engeren Sinne eine Minderheit innerhalb eines Staates, speziell eine einzelne ethnische Gruppe innerhalb eines polyethnischen Staates (Vielvölkerstaat). Eine autochthone (aus dem Griechischen für „aus dem Lande selbst“, [alt-]eingesessene oder ursprüngliche) Volksgruppe, auch Bevölkerungsgruppe genannt, ist eine ethnische, in Europa rechtlich geschützte nationale Minderheit. Umgangssprachlich wird „Volksgruppe“ oft bedeutungsgleich zu ethnische Minderheit verwendet.
Wenn es um den Schutz von Volksgruppen innerhalb eines Staates geht, spricht man von Minderheitenschutz, in Österreich auch von Volksgruppenförderung.
Die Bezeichnung darf nicht mit Völkergruppe (abstrakte Zusammenfassung verschiedener Völker oder Ethnien wie etwa Indianer oder Papua) verwechselt werden.

## Begrifflichkeiten
Anders als bei den Begriffen Minderheit und indigene Völker (lat. „eingeborene“, siehe Wortherkunft) existiert – abgesehen von der rechtlichen Definition des Gesetzgebers in Österreich – keine allgemein anerkannte spezifische Definition einer Volksgruppe, was sich auch in der wechselnden Anwendung der Bezeichnung auf Minder- und Mehrheiten niederschlägt.
So werden etwa die afrikanischen Hutu und Tutsi oftmals gleichermaßen als „Volksgruppen“ bezeichnet, obwohl die erstere in Ruanda und Burundi die zahlenmäßige Mehrheit bildet, wohingegen die letztere die parlamentarische Mehrheit in Ruanda stellt. Außer der Zeit seit der Unabhängigkeit 1962 bis zum Völkermord in Ruanda beherrscht das Hirtenvolk der Tutsi als Minderheit traditionell die bäuerliche Hutu-Mehrheit.
In Fällen, wo mehrere Gruppen in etwa gleich stark vertreten sind, werden diese zu Volksgruppen, beispielsweise Flamen und Wallonen in Belgien. Gleichzeitig werden oft ethnische Minderheiten mit diesem Begriff benannt, so etwa deutschsprachige Minderheiten in Ostmitteleuropa (vgl. Nationalität). In der slowenischen Minderheitenterminologie wird neben narodna skupina (Volksgruppe) und narodna skupnost auch der Begriff avtohtona narodna skupnost (= „autochthone Volksgruppe / autochthone nationale Gemeinschaft“) verwendet.
Die Bezeichnung Volksgruppe kennt keine genaue Entsprechung in anderen Sprachen. Im Ungarischen existiert das Wort népcsoport mit derselben Bedeutung. Im Englischen, Spanischen und Französischen wird der Begriff zumeist als ethnische Gruppe verstanden.
Das britische Innenministerium hat die freiwillige selbst definierte ethnische Zugehörigkeit (engl. self-defined ethnicity) als Konzept entwickelt.

## Historisches Volksgruppenkonzept
Der Begriff Volksgruppe wurde durch die deutsche Kulturpropaganda und die politische „Grenzlandarbeit“ im Ersten Weltkrieg bekannt. Max Hildebert Boehm von der „Arbeitsstelle für Nationalitäten- und Stammesprobleme“ prägte diesen Begriff in der völkischen Bewegung und versuchte ihn zu verwissenschaftlichen.
Der Begriff der Volksgruppe ist durch das starke Bevölkerungswachstum insbesondere im 19. und 20. Jahrhundert zu einem besonderen Thema geworden. Radikalisiert wurde das ohnehin problematische Volksgruppenkonzept im Rahmen der verbrecherischen Volksgruppenpolitik des NS-Regimes. Dieses benutzte die deutsche Minderheiten in Nachbarländern (z. B. 1938 die Sudetendeutschen) nicht allein, um Gebietsansprüche geltend zu machen, sondern förderte insbesondere in Südosteuropa eine Politik des divide et impera („Teile und herrsche!“), deren Kern es war, verschiedene Volksgruppen gegeneinander auszuspielen.
Nach dem Volksgruppenkonzept organisieren sich die Menschen oft unter der Leitung von „Volksgruppenführern“ nicht nur nach ihren sozialen Bedürfnissen, sondern ordnen diese auch abstammungsorientierten (Volk) und daher nationalen Idealen unter. Das Konzept wurde noch in den 1970er Jahren im Kontext der Südtirolfrage und der Sudetendeutschen Landsmannschaft reaktiviert.

### Rezeption
Der Sozialwissenschaftler Samuel Salzborn kritisierte 2003, dass sich das Volksgruppenkonzept auf einen romantischen Volksbegriff beziehe und diesen insofern politisiere, als damit eine raumordnerische Konsequenz aus der kulturellen Teilung der Menschheit in Völker und Volksgruppen gezogen werde. Soziale und politische Konflikte würden „damit naturalisiert und in einen ethnischen Entstehungszusammenhang gerückt“. Indem Ethnizität als grundlegende Kategorie gedacht werde und zum höchsten Gut des „menschlichen Wesens“ avanciere, bestehe „das politische Ziel in einer kompletten sozialen und politischen Segregation von Menschen entlang ethnischer Kriterien sowie in der Schaffung separierter Ethnoregionen für die einzelnen Volksgruppen.“
Das Konzept betont „die ethnisch-kulturelle Homogenität der Bevölkerung, oder zumindest ihre kulturell-mentalitätsmäßige Ähnlichkeit bis hin zur gemeinsamen Betroffenheit durch negative Einwirkungen von außen. Davon ausgehend wird die Gleichartigkeit der Interessen der Betroffenen gegenüber anderen Regionen oder dem übergeordneten System behauptet.“